# Taylor Jenkins Reid
Taylor Jenkins Reid (* 20. Dezember 1983 in Maryland, Vereinigte Staaten) ist eine US-amerikanische Schriftstellerin.

## Leben
Taylor Jenkins Reid wurde im US-Bundesstaat Maryland geboren und zog im Alter von 12 Jahren mit ihrer Familie nach Acton, Massachusetts. Sie studierte am Emerson College in Boston.
Im Jahr 2013 erschien ihr Debütroman Forever, Interrupted, dessen deutsche Übersetzung Neun Tage und ein Jahr 2015 auf den Markt kam.
Ihr 2017 veröffentlichter Roman The Seven Husbands of Evelyn Hugo schaffte es auf die Bestsellerliste der New York Times. Das Werk erzählt die Geschichte von Monique Grant, einer gänzlich unbekannten schwarzen Journalistin, die von der zurückgezogenen, alternden Hollywoodlegende Evelyn Hugo dazu auserwählt wird, ihre ungeschminkte Biografie zu schreiben. Evelyn rechnet darin nicht nur mit ihren mehrheitlich hoch prominenten Exmännern ab, sondern auch mit dem Starsystem und der Filmindustrie selbst, und stellt die Frage, ob der Ruhm den hohen Preis wert ist, den eine Frau dafür in Hollywood zahlen muss. Die deutsche Übersetzung Die sieben Männer der Evelyn Hugo von Babette Schröder erschien im Jahr 2022 im Ullstein Verlag.
Es folgten die Romane Daisy Jones & The Six (2019) und Malibu Rising (2021). Insgesamt wurden ihre Bücher in mehr als zwanzig Sprachen übersetzt.
Reid lebt mit ihrem Mann und einer Tochter in Los Angeles.

## Werke

### Romane
- 2013: Forever, Interrupted, Washington Square Press, New York, ISBN 978-1-4767-1282-6
  - dt.: Neun Tage und ein Jahr, Diana Verlag, München 2014, ISBN 978-3-453-29164-5[4]
- 2014: After I Do, Washington Square Press, New York, ISBN 978-1-4767-1284-0
  - dt.: Zwei auf Umwegen, Diana Verlag, München 2015, ISBN 978-3-453-29174-4[4]
- 2015: Maybe in Another Life, Washington Square Press, New York, ISBN 978-1-4767-7689-7
  - dt.: Das Glück und wir dazwischen, Diana Verlag, München 2017, ISBN 978-3-453-29177-5[4]
- 2016: One True Loves, Washington Square Press, New York, ISBN 978-1-4767-7690-3
  - dt. Titel: Emmas Herz, Diana Verlag, München 2018, ISBN 978-3-453-29178-2[4]
- 2017: The Seven Husbands of Evelyn Hugo, Atria Books, New York, ISBN 978-1-5011-3923-9
  - dt.: Die sieben Männer der Evelyn Hugo, Ullstein, Berlin 2022, ISBN 978-3-548-06673-8[4]
- 2019: Daisy Jones & The Six, Random House Publishing Group, New York, ISBN 978-1-5247-9864-2
  - dt.: Daisy Jones & The Six, Ullstein, Berlin 2020, ISBN 978-3-550-20077-9[4]
- 2021: Malibu Rising, Ballatine Books, New York, ISBN 978-1-5247-9865-9
  - dt.: Malibu Rising, Ullstein, Berlin 2023, ISBN 978-3-548-06754-4[4]
- 2022: Carrie Soto is Back, Random House Publishing Group, New York, ISBN 978-0-593-15868-5
  - dt.: Carrie Soto is Back, Ullstein, Berlin 2022, ISBN 978-3-548-06753-7[4]

### Kurzgeschichten
- 2018: Evidence of The Affair, E-Book, Amazon Original Stories, Seattle, ISBN 978-1-5420-4451-6

## Auszeichnungen
- 2022 LovelyBooks Community Award Gold in der Kategorie Unterhaltung für Die sieben Männer der Evelyn Hugo[6]
- 2023 LovelyBooks Community Award Bronze in der Kategorie Unterhaltung für Malibu Rising.[7]